# Георг Кристоф Лихтенберг
Георг Кристоф Лихтенберг (на немски: Georg Christoph Lichtenberg) е германски математик, физик и астроном. Той е първият немски професор по експериментална физика в епохата на Просвещението. Смятан е за създател на немскоезичния афоризъм.

## Живот и дело
Роден е на 1 юли 1742 г. в Обер-Рамщат близо до Дармщат, Свещена Римска империя (днес в Германия), като 17-о дете в дома на протестантски пастор. През 1745 г. семейството се преселва в Дармщат. Като дете Лихтенберг развива сколиоза, която довежда не само до голяма гърбица и спиране на телесния растеж, но все повече затруднява неговото дишане и му причинява болки. До десетата си година момчето взима частни уроци в родния си дом, а през 1752 г. постъпва в дармщатското педагогическо училище. За усърдието и интелигентността му многократно е отличаван.
Лихтенберг завършва училището през 1761 г. Със стипендия от ландграфа следва от 1763 до 1767 г. в Гьотингенския университет математика, физика, гражданска и военна архитектура, английски език и литература, европейско странознание, дипломация и философия. През следващите години извършва астрономически наблюдения в старата обсерватория в Гьотинген. След като завършва обучението си, предприема две продължителни пътувания в Англия, които обогатяват знанията и светогледа му.
През 1770 г. Лихтенберг става професор по физика, математика и астрономия в Гьотингенския университет. Занимава се също с философия, теология, литературна и художествена критика. Като учен Лихтенберг си създава известност с лекциите си по експериментална физика, като прави опити с помощта на най-модерна за времето апаратура. Така открива електрическите фигури, наречени Фигури на Лихтенберг. Въвежда наименованието на електрическите полюси със знаците „+“ и „–“ (положително и отрицателно напрежение). Това е историческото значение на Лихтенберг като физик. Преди него за електричеството е имало други обозначения – „стъклено“ и „гутаперчово“, „кехлибарено“ и „вълнено“, което е създавало объркване.
Като критик и есеист Лихтенберг се приближава до Лесинг по широтата на философските си възгледи и независимите изискани критически съждения. Неговата творба „Обяснения за Хогарт“, полемичните му статии и бележки, в които иронично порицава сантименталното фантазьорство и всякакъв род мистицизъм и шарлатанство от епохата на Бурни устреми, го представят като първокласен хуморист и сатирик, смятан за немския Суифт.
Умира на 24 февруари 1799 г. в Гьотинген на 56-годишна възраст.

## Посмъртно признание
От най-ранна възраст до края на живота си Лихтенберг води записки, на които главно дължи посмъртната си литературна слава. Произведенията му са признати за много значими от Гьоте, Хайне, Шлегел, Новалис.
| „            | Кант, вече в края на дните си, изключително високо цени Лихтенберг, а личният му екземпляр на неговите „Афоризми“ бил буквално изпъстрен с бележки, написани с червено и черно мастило. Шопенхауер смята Лихтенберг за мислител в пълния смисъл на думата – мислещ за себе си, а не за потребностите на публиката. Ницше наред с Екермановите „Разговори с Гьоте“ поставя „Афоризми“ на Лихтенберг в „съкровищницата на немската проза“. А през 1878 г. Вагнер признава, че в тях вижда предшественик на собствените си теории... | “ |
| Андре Бретон | |   |

## Отличия и почести
- През 1794 г. Лихтенберг става почетен член на Петербургската академия на науките.
- През 1842 г. управата на град Обер-Рамщат решава на пасторския дом, където преди 100 години се е родил Лихтенберг, да бъде поставена паметна плоча от черен мрамор със златни букви.
- През 1935 г. Международният астрономически съюз дава името Лихтенберг на кратер от видимата страна на Луната.
- През 1992 г. по случай 250-ата годишнина от рождението на Лихтенберг кметът на Гьотинген открива на градския площад бронзова статуя на учения.
- В чест на Георг Кристоф Лихтенберг Гьотингенската академия на науките ежегодно присъжда Медал Лихтенберг.
- В Германия няколко училища носят името на Лихтенберг.

## Трудове
Публикации приживе
- Briefe aus England, 1776 – 1778
- Über Physiognomik, wider die Physiognomen, 1778
- Göttingisches Magazin der Wissenschaften und Litteratur, 1780 – 1785
- Über die Pronunciation der Schöpse des alten Griechenlandes, 1782
- Ausführliche Erklärung der Hogarthischen Kupferstiche, 1794 – 1799

Посмъртни публикации
- Ausführliche Erklärung der Hogarthischen Kupferstiche, mit verkleinerten aber vollständigen Copien derselben von E. Riepenhausen, 4 Bände, 1794 – 1816
- Georg Christoph Lichtenberg's vermischte Schriften, nach dessen Tode gesammelt und herausgegeben von Ludwig Christian Lichtenberg und Friedrich Kries, 9 Bände, 1800 – 1806
- Georg Christoph Lichtenberg's Vermischte Schriften; Neue vermehrte, von dessen Söhnen veranstaltete Original-Ausgabe, 8 Bände, 1844 – 1853
- Schriften und Briefe, 1968 – 1992
- Georg Christoph Lichtenberg. Observationes. Die lateinischen Schriften, 1997
- Ihre Hand, Ihren Mund, nächstens mehr. Lichtenbergs Briefe 1765 bis 1799, 1998
- Vorlesungen zur Naturlehre, 2005
- Physikvorlesung. Nach J.Chr. P. Erxlebens Anfangsgründen der Naturlehre. Aus den Erinnerungen von Gottlieb Gamauf, 2007
- Nicolaus Copernicus, 2008

## На български
- Афоризми, състав. и прев. от нем. Мария Стайнова, с предг. от Исак Паси: София, Народна култура, 1986